# Bonnay (Doubs)
Bonnay è un comune francese di 821 abitanti situato nel dipartimento del Doubs nella regione della Borgogna-Franca Contea.

## Società

### Evoluzione demografica
Abitanti censiti